# St. Thekla (Niederdürenbach)

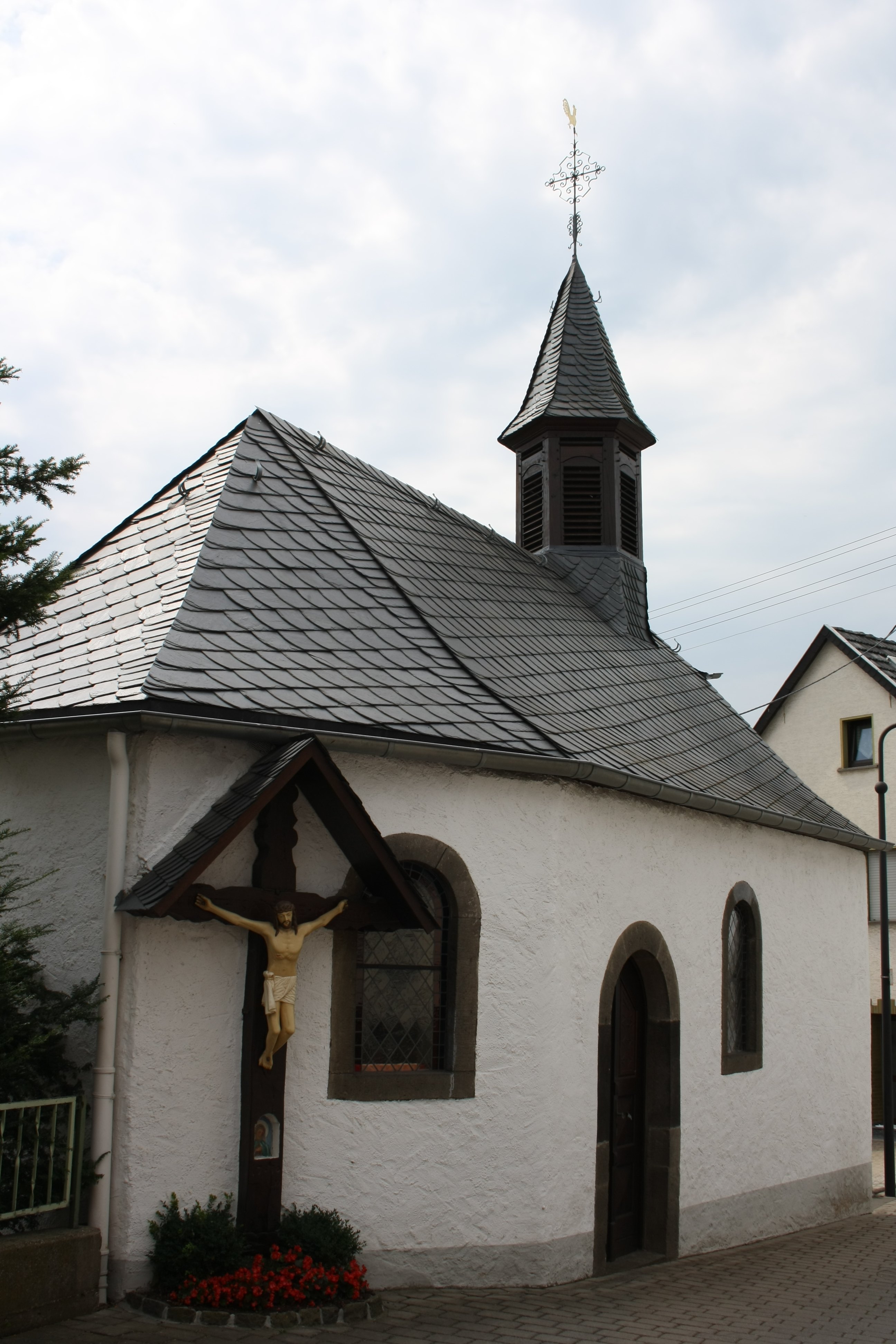
Kapelle St. Thekla in Niederdürenbach

Die katholische Kapelle St. Thekla in Niederdürenbach, einer Ortsgemeinde im Landkreis Ahrweiler in Rheinland-Pfalz, wurde ab 1767 errichtet. Sie befindet sich neben der Hauptstraße 8 und ist ein geschütztes Kulturdenkmal. 

## Beschreibung
Die Kapelle, die der heiligen Thekla geweiht ist, wurde laut Inschrift ab 1767 gebaut und im Jahr 1771 benediziert. Der Bruchsteinbau ist 8,20 m lang und 4 m breit, er besitzt einen dreiseitigen Schluss und je ein Rundbogenfenster an den Längsseiten und in den schrägen Schlussseiten. 
Auf dem abgewalmten Westgiebel sitzt ein sechsseitiger Dachreiter mit einem schmiedeeisernen Kreuz. Das Dach und der Dachreiter sind mit Schiefer gedeckt.   